# 宣懿蕭皇后
宣懿蕭皇后（せんいしょうこうごう）は、遼（契丹）の道宗の皇后。小字は観音。欽哀蕭皇后の姪にあたる。

## 経歴
欽哀蕭皇后の弟の枢密使の蕭恵の末娘として生まれた。容姿に飛び抜けて優れ、詩を得意とし、談論をよくした。歌詞を自作し、琵琶を最も得意とした。重熙年間、燕趙王耶律洪基（後の道宗、従兄にあたる興宗と従姉にあたる仁懿蕭皇后の子）に迎えられ、王妃となった。
清寧元年（1055年）、皇后に立てられた。清寧2年（1056年）11月、懿徳皇后と号した。あるとき皇太叔耶律重元の妻がなまめかしく化粧して自慢していると、皇后はこれを見て「貴家の婦となり、何ぞ必ずや此の如くならん」と戒めた。
清寧4年（1058年）、皇后は太子の耶律濬を生み、ひとつ部屋で可愛がって育てた。音楽好きであったため、伶官の趙惟一を側近に置いて仕えさせた。太康元年（1075年）11月、宮婢の単登と教坊の朱頂鶴は、皇后と趙惟一が私通していると誣告し、枢密使の耶律乙辛がこのことを奏聞した。道宗は耶律乙辛と張孝傑に調べさせたところ、事実と認められた。趙惟一は一族ともに処刑され、皇后は死を賜って自殺し、遺体は家に帰された。
乾統元年（1101年）6月、宣懿皇后と追諡され、慶陵に合葬された。

## 伝記資料
- 『遼史』巻71 列伝第1
- 『奏懿徳皇后私伶官疏』

王鼎の著『焚椒録』は皇后の誕生から悲劇の死までを描いた実録小説である。美しく生真面目な皇后が、夫の叔父重元の妻を戒めて逆恨みされて重元の謀反を誘発した事からはじまって、夫が狩猟に夢中になって身の危険を顧みないのをいさめて夫の愛を失い、もとは重元につかえていた女官が乙辛に内通して皇后を陥れるに至る話をいきいきと描く。滝沢馬琴はこの書を読んで『高尾船字文』の想を得たとされる。